# Stepan Czarnecki
Stepan Mykołajowycz Czarnecki (ukr. Степан Миколайович Чарнецький, ur. 21 stycznia 1881 w Szmańkowcach, zm. 2 października 1944 we Lwowie) – ukraiński poeta, tłumacz, dziennikarz, publicysta, krytyk teatralny i muzyczny, aktor, reżyser, osoba publiczna. Członek Związku Pisarzy Ukrainy (1939). Syn greckokatolickiego księdza Mykoły (Nykoły) Czarneckiego.

## Biografia
Stepan Czarnecki urodził się 21 stycznia 1881 r. we wsi Szmankowce, wówczas na terenie Austro-Węgier, obecnie w gminie Zawodśke rejonu czortkowskiego obwodu tarnopolskiego Ukrainy. Był trzynastym dzieckiem w rodzinie
księdza greckokatolickiego Mykoły (Nykoły) Czarneckiego; już w dzieciństwie został bez ojca, który zmarł na tyfus. Stepan ukończył szkołę podstawową w Stanisławowie. Od 1895 uczył się w Gimnazjum Humanistycznym i Realnym we Lwowie, a potem studiował w cesarsko-królewskiej Wyższej Szkole Politechnicznej (obecnie Uniwersytet Narodowy „Politechnika Lwowska”), gdzie ukończył Wydział Inżynierii (Budowy Dróg).
Działacz stowarzyszeń młodzieżowych; śpiewał w chórze towarzystwa Studenckiego „Podstawa” («Основа»); członek grupy literackiej „Mołoda Muza”. Pracował we Lwowie jako inżynier w administracji ziemskiej i wydziale regionalnym (1906-1912). W czasie I wojny światowej był zastępcą szefa stacji kolejowej nr 5 Lwów-Stryj, Lwów-Sambor. Był też redaktorem pism „Ukraiński Głos” (1915), „Ukraiński Herold” («Український вістник») oraz członkiem redakcji pism „Sposoby” («Шляхи», 1915-1917) i „Życie i sztuka” (1920). Współpracował z redaktorami gazet i czasopism: „Oset” («Будяк», 1921-1922), „Wola”, „Gromadska Dumka”, Diło (1921-1924), „Biuletyn Literacko-Naukowy”, „Ilustrowana Ukraina”, „Miszczanske Słowo”, „Młoda Ukraina”, „W stronę” («Назустріч»), „Nowy Czas”, „Rusłan”, „Ukraińskie słowo” i z polskimi czasopismami. Od był 1920 rzecznikiem prasowym magistratu lwowskiego. W latach 1939–1941 był pracownikiem naukowym Lwowskiej Biblioteki Naukowej.

### Działania teatralne
Był reżyserem i dyrektorem artystycznym teatru „Ruska Besida” (wiosna 1913-sierpień 1914), z którym odbył tournée m.in. po Tarnopolu, Lwowie, Podkarpaciu, wystawił „Kradzieże szczęścia” Iwana Franki (1907, pierwszy tekst bez cenzury), „Niedźwiedź polarny” Wołodymyra Winniczenki, „Wujaszek Wania” Antona Czechowa i in.; przetłumaczył dla teatru sztukę „Maria Magdalena” Friedricha Hebbela, libretto oper „Faust” Charles’a Gounoda, „Madame Butterfly” Giacomo Pucciniego, „Carmen” Georges’a Bizeta, operetki „Orfeusz w piekle” Jacques’a Offenbacha.

## Spuścizna
Autor hymnu patriotycznego ukraińskich Strzelców Siczowych Tam na łące czerwona kalina („Och, na łące czerwona kalina pochyliła się…”; 1913); we współautorstwie z Bohdanem Wesołowskim napisał piosenkę do tanga „Nadejdzie czas” («Прийде ще час»).
Autor wierszy, felietonów, broszur, artykułów literackich, esejów o historii teatru galicyjskiego, recenzji, portretów artystycznych, działu „Teatr” wydawanego przez Iwana Tiktora (pod red. Iwana Krypiakewycza), wspomnień o Aleksadrze Myszudze, Ostapie Nyżankiwskim i Denysie Siczyńskim, Iwanie Franko.
Wydał zbiory wierszy „W godzinie zmierzchu” (1908), „W godzinie kontemplacji” (1917), „Smutne wyjście” (1920), opowiadania i felietony prozatorskie „Dzikie winogrona” (1921), „Kwiaty i żądło” z podtytułem „Eseje i notatki o drodze życia”; pod pseudonimem Tiberius Sparrow wydał książkę „Esej o historii teatru ukraińskiego w Galicji” (1934; wznowioną ze skrótami w zbiorze „Ulubieni”, Lwów, 1959).
Jako pierwszy w całości przetłumaczył na język ukraiński i wydał wiersz Adama Mickiewicza „Konrad Wallenrod”. Był też autorem polskich przekładów dzieł autorów ukraińskich. Niektóre z nich ukazały się w antologii poetyckiej „Akordy” (1903, oprac. I. Franko), w zbiorach „Mołoda muza” (Kijów, 1989) i „Obrazy z życia” (Lwów, 1989), „Rozrzucone perły. Poeci” (Kijów, 1991). Poezję Stepana Czarneckiego przetłumaczył na język polski Sidir Twerdochlib.

## Rodzina
- Ojciec: ks. Mykoła Czarnecki.
- Matka: Władysława Eckhardt-Czarnecka[4].
- Bracia i siostry: Leoncy, Josyf, Iwan, Olena, Genia, Mania, Mychajło, Wołodymyr, Stanisław i trzy nieznane osoby.
- Żona: Irena Popowczak-Czarnecka.
- Córki: Olesia i Oleksandra[1].

Zmarł 2 października 1944 r. i został pochowany na Cmentarzu Łyczakowskim we Lwowie (Pole 19).

## Upamiętnienie
26 maja 1991 r. w rodzinnej wsi poety odsłonięto pomnik Stepana Czarneckiego dłuta Iwana Mularczuka z inicjatywy Nadiji Proćkiw.
W 2005 roku Nadija Morykwas wydała książkę „Melancholia Stepana Czarneckiego”. W książce wykorzystano materiały archiwalne, wspomnienia współczesnych poecie, w tym jego córki Aleksandry .